# Integrale di Lebesgue-Stieltjes
In analisi matematica e teoria della misura, l'integrale di Lebesgue-Stieltjes è una generalizzazione degli integrali di Riemann-Stieltjes e Lebesgue. L'integrale prende il nome da Henri Lebesgue e Thomas Joannes Stieltjes, ed è anche noto come integrale di Lebesgue-Radon o integrale di Radon.

## Definizione
L'integrale di Lebesgue-Stieltjes generalizza l'integrale di Riemann-Stieltjes in maniera analoga a come l'integrale di Lebesgue generalizza quello di Riemann, cioè considerando un opportuno spazio di misura e definendo l'integrale per funzioni semplici. L'integrale di una funzione generica viene quindi realizzato facendo il limite degli integrali delle funzioni semplici che approssimano la funzione stessa.
Si consideri una funzione additiva non negativa a variazione limitata definita sugli intervalli della retta reale:
{\displaystyle w\colon I\subseteq \mathbb {R} \to \mathbb {R} ^{+}}
Dato uno spazio misurabile {\displaystyle (\Omega ,F)} tale che {\displaystyle w} ha supporto su {\displaystyle F}, se si definisce la misura:
{\displaystyle \mu _{w}(E)=\inf \left\{\sum _{j}w(I_{j}):\,I_{j}\subseteq \Omega ,E\subseteq \bigcup _{j}I_{j}\right\}}
lo spazio {\displaystyle (\Omega ,F,\mu _{w})} è uno spazio di misura.

### Integrale di funzioni semplici
Data una funzione semplice:
{\displaystyle s=\sum _{i}a_{i}1_{A_{i}}}
dove {\displaystyle 1_{A_{i}}} è la funzione indicatrice dell'insieme misurabile {\displaystyle A_{i}\in F}, il suo integrale di Lebesgue-Stieltjes è definito come:
{\displaystyle \int s\,\mathrm {d} \mu _{w}=\sum _{i}a_{i}\mu _{w}(A_{i})}

### Integrale di funzioni positive
Se {\displaystyle f\colon (\Omega ,F)\rightarrow \mathbb {R} ^{+}} è un funzione misurabile non negativa (rispetto alla misura {\displaystyle \mu _{w}}), l'integrale di {\displaystyle f} su {\displaystyle E} rispetto a {\displaystyle \mu _{w}} è definito come l'estremo superiore degli integrali delle funzioni semplici che approssimano {\displaystyle f}:
{\displaystyle \int _{E}f\,\mathrm {d} \mu _{w}=\sup \left\{\int s\,\mathrm {d} \mu _{w}^{E}:s<f,s\ {\mbox{semplice}}\,\right\}}
dove {\displaystyle \mu _{w}^{E}(X)=\mu _{w}(E\cap X)} su {\displaystyle E}, {\displaystyle \mu _{w}^{E}(X)=0}, altrimenti.

### Integrale di funzioni generiche
Nel caso più generale in cui si considera una funzione {\displaystyle f\colon (\Omega ,F)\rightarrow \mathbb {R} \cup \{+\infty ,-\infty \}}, si definiscono la parte positiva e la parte negativa della funzione:
{\displaystyle \int _{E}f\,\mathrm {d} \mu _{w}=\int _{E}f^{+}\,\mathrm {d} \mu _{w}-\int _{E}f^{-}\,\mathrm {d} \mu _{w}}
dove {\displaystyle f^{+}=\max(0,f)} e {\displaystyle f^{-}=\max(-f,0)}.
È inoltre possibile svincolarsi dalla richiesta che la funzione {\displaystyle w} cui è associata la misura sia non negativa; considerando infatti le funzioni {\displaystyle w_{1}=\max(0,w)} e {\displaystyle w_{2}=\max(-w,0)} si può definire la misura:
{\displaystyle \mu _{w}(E)=\mu _{w_{1}}(E)-\mu _{-w_{2}}(E)}
e l'integrale di una funzione {\displaystyle f} vale:
{\displaystyle \int _{E}f\,\mathrm {d} \mu _{v}=\left(\int _{E}f^{+}\,\mathrm {d} \mu _{w_{1}}-\int _{E}f^{-}\,\mathrm {d} \mu _{w_{1}}\right)-\left(\int _{E}f^{+}\,\mathrm {d} \mu _{-w_{2}}-\int _{E}f^{-}\,\mathrm {d} \mu _{-w_{2}}\right)}

## Integrale di Daniell
Un modo alternativo per definire l'integrale di Lebesgue-Stieltjes è l'integrale di Daniell, che estende l'integrale di Riemann–Stieltjes. Detta {\displaystyle g} un funzione continua a destra e non crescente sull'intervallo {\displaystyle [a,b]}, sia {\displaystyle I} l'integrale di Riemann–Stieltjes:
{\displaystyle I(f)=\int _{a}^{b}f(x)\,dg(x)}
per tutte le funzioni continue {\displaystyle f}. Il funzionale lineare {\displaystyle I} definisce una misura di Radon su {\displaystyle [a,b]}, e può essere esteso alla classe di tutte le funzioni non-negative ponendo:
{\displaystyle {\begin{aligned}{\overline {I}}(h)&=\sup \left\{I(f)\ :\ f\in C[a,b],0\leq f\leq h\right\}\\{\overline {\overline {I}}}(h)&=\inf \left\{I(f)\ :\ f\in C[a,b],h\leq f\right\}\end{aligned}}}
Per funzioni misurabili rispetto alla sigma-algebra di Borel si ha:
{\displaystyle {\overline {I}}(h)={\overline {\overline {I}}}(h)}
ed entrambi i membri dell'identità definiscono quindi l'integrale di Lebesgue–Stieltjes di {\displaystyle h}. La misura esterna {\displaystyle \mu _{g}} è definita dalla relazione:
{\displaystyle \mu _{g}(A)={\overline {\overline {I}}}(\chi _{A})}
dove {\displaystyle \chi _{A}} è la funzione indicatrice di {\displaystyle A}.

## Legami con gli altri integrali
Se {\displaystyle \mu _{w}} è la misura di Lebesgue, l'integrale di Lebesgue-Stieltjes si riduce all'integrale di Lebesgue.
Se {\displaystyle f} è una funzione continua di variabile reale a valori reali e {\displaystyle w} è una funzione reale non decrescente, allora l'integrale di Lebesgue–Stieltjes è equivalente all'integrale di Riemann-Stieltjes. Spesso si scrive:
{\displaystyle \int _{a}^{b}f(x)\,dv(x)}
lasciando implicita la misura {\displaystyle \mu _{w}}. Si tratta di un formalismo molto comune in teoria della probabilità, dove {\displaystyle v} è la funzione di ripartizione di una variabile casuale reale {\displaystyle X}:
{\displaystyle \int _{-\infty }^{+\infty }f(x)\,dv(x)=\mathrm {E} [f(X)]}